# Yoshifumi Yamada
Yoshifumi Yamada (japanisch 山田 祥史 Yamada Yoshifumi; * 4. November 1981 in der Präfektur Fukuoka) ist ein ehemaliger japanischer Fußballspieler.

## Karriere
Yamada erlernte das Fußballspielen in der Jugendmannschaft von Avispa Fukuoka. Seinen ersten Vertrag unterschrieb er 2000 bei den Avispa Fukuoka. Der Verein spielte in der höchsten Liga des Landes, der J1 League. Am Ende der Saison 2001 stieg der Verein in die J2 League ab. Für den Verein absolvierte er 13 Ligaspiele. 2004 wechselte er zum Drittligisten Otsuka Pharmaceutical. 2004 wurde er mit dem Verein Meister der Japan Football League. Ende 2004 beendete er seine Karriere als Fußballspieler.